# Watashi ga Mita Mirai
Watashi ga Mita Mirai (私が見た未来 El futuro que soñé?) es un manga escrito por Ryo Tatsuki y publicado originalmente el 1 de julio de 1999. Una reedición completa se lanzó el 1 de octubre de 2021, seguida por una versión ampliada con extractos adicionales de los diarios de la autora, lanzada el 1 de abril de 2022.
La obra recopila ilustraciones basadas en sueños de Tatsuki, registrados a lo largo de sus diarios personales. La segunda parte incluye también una serie de relatos de misterio escritos por Tatsuki antes de su retiro, que coincidió con la publicación del libro. La reedición agrega comentarios y contexto sobre el origen de la obra.
Desde 2024 circuló con fuerza el rumor —inspirado en el contenido del manga— de que un gran terremoto ocurriría en Japón el 5 de julio de 2025. La especulación tuvo un efecto real en la economía, especialmente en la disminución del turismo durante esa temporada.

## Antecedentes
Ryo Tatsuki comenzó a escribir sus sueños en 1985, cuando su madre le regaló un cuaderno. En los años 1990, un profundo bloqueo del escritor la llevó a abandonar la escritura. Como despedida, reunió sus obras previas y sus mangas en un único volumen.
Según contó la propia Tatsuki, mientras buscaba una frase para completar una página del cuaderno que aparecería en la portada —justo antes del cierre editorial—, soñó con un mensaje en una hoja blanca: «El desastre llegará en marzo de 2011». Esa fue la frase que terminó plasmando en la portada del manga publicado el 1 de julio de 1999. Poco tiempo después, se retiró del medio artístico. El manga no solo recopila los sueños de Tatsuki, sino que también explora sus vínculos con hechos reales, entre ellos una visión premonitoria de un gran tsunami.

## Sueños y su vínculo con la realidad
Tanto en la edición original como en la completa, Tatsuki relata varios de sus sueños, algunos de los cuales coinciden sorprendentemente con hechos que ocurrieron años después. Estas historias forman parte de la primera publicación y también fueron incluidas en la reedición ampliada.
- El 24 de noviembre de 1976, Tatsuki soñó con la muerte repentina de Freddie Mercury. Diez años después, el 29 de noviembre de 1986, volvió a soñarlo: esta vez lo vio junto a los demás integrantes de Queen y una estatua de un hombre desconocido. Mercury falleció el 24 de noviembre de 1991,[6] exactamente quince años después del primer sueño de Tatsuki.
- En 1992, Tatsuki soñó con el retrato de una mujer y escuchó una voz que se identificaba como «Dianna». Años más tarde, el 31 de agosto de 1997, falleció Diana de Gales, en un accidente automovilístico. Sin embargo, Tatsuki aclara que en su sueño no percibió que la mujer fuera a morir, y que esa interpretación fue añadida por los lectores tiempo después.[7]

## Impacto
El manga comenzó a llamar la atención tras el terremoto y tsunami de Tōhoku en 2011, cuando se descubrió que la portada del manga parecía anticipar una catástrofe en marzo de ese año. En 2020, la obra volvió a generar interés, a pesar de que su editorial original, Asahi Sonorama, ya no existía y el libro estaba descatalogado, lo que disparó el precio de las copias disponibles. La reedición de 2021, que aprovechó este renovado interés, incluyó una advertencia sobre un «desastre real» en julio de 2025. Esto provocó una ola de alarma en 2025: los viajes de verano a Japón desde varios países asiáticos se redujeron notablemente y algunas aerolíneas incluso cancelaron vuelos. A raíz del enjambre sísmico en las islas Tokara ese mismo mes, Ryo Tatsuki emitió un comunicado —a través de su nueva editorial— en el que aclaró que no era una profeta.